# NHKビデオギャラリー
『NHKビデオギャラリー』は、NHKで1987年10月9日から1989年4月2日まで放送されたテレビ番組である。

## 番組概要
NHKの過去のテレビ番組を回想した番組である。司会進行は脚本家の市川森一と女優の石井めぐみであった。NHKで保存されていないため、出演者が録画していた『天下御免』が放送されたこともある。

## 放送時間
いずれも総合テレビでの放送。
初回 - 1988年3月11日
金曜 23:25 - 23:55
『NHKナイトワイド』が延長・繰り下げとなった場合は休止し、君が代へ直行する。これは、当時非常事態でなければ24時を跨がないという原則があったためである。
1988年4月17日 - 最終回
日曜 7:30 - 8:00

## 放送された作品
1987年
- 10月9日：私の秘密／ジェスチャー
- 10月16日：ちろりん村からひょうたん島へ
- 10月30日：土曜ひる席（大阪局制作）
- 11月13日：石原裕次郎特集（追悼企画）
- 11月27日：棟方志功
- 12月5日：連続テレビ小説『おはなはん』

1988年
- 1月8日：天下御免 （第1回前半）
- 1月15日：天下御免 （第1回後半）
- 1月22日：みんなのうた
- 2月5日：夢であいましょう
- 2月19日：第1回イタリア歌劇中継
- 2月26日：四つの目
- 3月4日：生活の知恵
- 3月11日：こんにゃく談義
- 4月17日：歌のグランド・ショー
- 4月24日：放送50周年特別企画 未来への遺産
- 5月1日：少年ドラマシリーズ『なぞの転校生』
- 5月8日：さよなら汽笛
- 5月15日：花の生涯
- 5月22日：ステージ101 （最終回）
- 5月29日：北米大陸をゆく
- 6月5日：日本の自然
- 6月12日：日曜散歩上高地
- 6月19日：ビッグショー『鶴田浩二』
- 6月26日：にっぽん診断『ドライバー 』
- 7月3日：山の分校の記録[1]
- 7月10日：お笑い三人組
- 7月17日：中国西安
- 7月31日：古今亭志ん生
- 8月7日：原爆の絵を市民の手で
- 8月14日：空白の110秒
- 8月21日：東京オリンピックハイライト （前編）
- 8月28日：東京オリンピックハイライト （後編）
以上2本はソウルオリンピック開催関連企画。
- 9月4日：文五捕物絵図 （前半）
- 9月11日：文五捕物絵図 （後半）
- 10月9日：おかあさんといっしょ『おはなしこんにちは』
- 10月16日：女性手帳『東山魁夷』
- 10月23日：大分県民オペラ
- 10月30日：富谷国民学校
- 11月6日：スタジオ102（ゲストは野村泰治）
- 11月13日：少年ドラマシリーズ『つぶやき岩の秘密』 （最終回）
- 11月20日：新日本史探訪
- 11月27日：日曜美術館
- 12月4日：白サギと子供たち
- 12月11日：白いカンバス
- 12月18日：婦系図
- 12月25日：大河ドラマ主題歌集（1）

1989年
- 1月15日：日本の伝統雪
- 1月22日：大河ドラマ主題歌集（2）
- 1月29日：新日本紀行
- 2月5日：どたんば
- 2月12日：ある人生
- 2月19日：少年ドラマシリーズ『ユタとふしぎな仲間たち』
- 2月26日：午後のおしゃべり
- 3月5日：子牛誕生
- 3月12日：教養特集『山田耕筰』
- 3月19日：黄色い涙（最終回）
- 3月26日：大河ドラマ主題歌集（3）
この回が実質的最終回であった。番組後半で市川と石井が別れの挨拶をした。
- 4月2日：白サギと子供たち（再放送）

## エピソード
- 『みんなのうた』で放送された「赤鼻のトナカイ」のトナカイには“ルドルフ”という名前が付く。ペギー葉山が歌った『みんなのうた』バージョンは今日広く知られるものとは全く違った日本語の歌詞（原曲に忠実な訳詞）であった。石井はこのバージョンをよく覚えており、放送当時学校の友達にそのことを話してもなかなか信じてもらえなかった、という思い出を語った。
- また、少年ドラマシリーズが何回も放送されたのは、やはり石井が多感な十代に各作品をよく見ていたことも影響した。